# IMAGO我格广场
IMAGO我格广场是位於中國上海市普陀區武宁路区域的一個商場以及辦公樓。商場共6層。办公楼地上28层，地下2层。我格廣場由马来西亚獨資企業「上海先达房地产发展有限公司」投資運營。

## 歷史
我格廣場於2010年6月6日開張。
2018年10月18日10点30分左右，我格广场办公楼发生火灾，不過此次火災未有人員傷亡。